# Конституционен конвент
Конституционният конвент на САЩ (наричан още Филаделфийски конвент и Федерален конвент) се провежда във Филаделфия, Пенсилвания от 25 май до 17 септември 1787 г.
Свикан е да разреши проблеми в управлението на Съединените американски щати, които функционират съобразно Устава на конфедерацията след Американската война за независимост от Великобритания. Предполага се, че е предназначен да ревизира Устава на конфедерацията, но намерението от самото начало на мнозина от поддръжниците му, главните сред които са Джеймс Мадисън и Александър Хамилтън, е да създаде ново управление, а не да се поправи съществуващото.
Делегатите избират Джордж Уошингтън да председателства Конвента. В резултат Конвентът приема Конституцията на САЩ, поставяйки го сред най-значимите събития в историята на САЩ.